# Bringing It All Back Home
1965. március 22-én jelent meg Bob Dylan amerikai énekes, dalszerző ötödik albuma, a Bringing It All Back Home. A legtöbben ezt tartják az első folk-rock albumnak. Első oldalán Dylant elektromos erősítésű zenekar kíséri, második oldalán pedig négy akusztikus szerzemény hallható.
A híres borító hátterében fekvő nő Sally Grossman, Albert Grossman menedzser felesége (mögötte Dylan előző albuma); az előtérben lévő dolgok között van Robert Johnson albuma is. A Columbia Recordsnak ez volt az első albuma, melynek borítóján nem szerepeltek a dalcímek.
Ez volt Dylan első albuma, mely bekerült az amerikai Top 10-be: 6. lett. A brit listákon az első helyet érte el. A Subterranean Homesick Blues lett Dylan első kislemeze, mely felkerült az amerikai listákra: 39. lett. Az album szerepel az 1001 lemez, amit hallanod kell, mielőtt meghalsz című könyvben.

## A felvételek
1964 nyarának nagy részét Dylan a New York állam északi részén lévő Woodstock nevű kisvárosban töltötte. Jól ismerte már a helyet, látogatásai pedig egyre gyakoribbak és egyre hosszabbak lettek. Albert Grossmannek is volt háza Woodstockban, és amikor augusztusban Joan Baez meglátogatta Dylant, mindketten a menedzsernél laktak.
Baez így emlékszik erre az időszakra: „míg ott voltunk, Bob egész nap a szobája sarkában lévő írógép előtt ült, vörösbort ivott, dohányzott és órákon át gépelt, megállás nélkül. Az éjszaka közepén felállt, kifújta magát, elszívott egy cigit, majd visszaült az írógép elé.” Dylan egy dallal már elkészült: a "Mr. Tambourine Man"-t már 1964 februárjában megírta, de végül nem került fel az Another Side of Bob Dylanre. A "Gates of Eden" is felkerült volna rá, de Dylan később még változtatott a szövegén (nem biztos, hogy augusztusban). Két dalt biztosan Woodstockban írt: az "If You Gotta Go, Go Now"-t és az "It's Alright Ma, (I'm Only Bleeding)"-et.
Ebben az időszakban Dylan írásai egyre szürreálisabbak lettek. Uralkodóvá vált bennük a tudatfolyamhoz hasonló stílus – ezt 1964-es levelei is alátámasztják – és ahogy telt az év, egyre álomszerűbbek lettek.
Ezután Dylan visszatért New Yorkba, augusztus 28-án pedig találkozott a Beatlesszel. Ennek hatására a Beatles stílusa sokkal kifinomultabbá vált (ehhez köze volt a marihuánának is, amit először Dylantől kaptak). Jó viszonyuk a találkozás után is megmaradt, és ahogy Clinton Heylin életrajzíró írta: „aznap este az évtized végéig tartó versengésnek személyes vonatkozása is keletkezett”.
Bár néhány kritikus igyekezett romantikussá tenni Dylan és a Beatles egymásra gyakorolt hatását, Heylin és a hozzá hasonló szkeptikusok szerint „a Beatles sikere olyan kísérletezésre alkalmas légkört teremtett, ami nagyon ritka a könnyűzenében”. A Beatles volt, aki megnyitotta Amerika kapuit a többi brit zenekar előtt, és épp 1964 augusztusában került fel az amerikai listákra az Animals "House of the Rising Sun" című dala. Ezt a ma már legendássá vált dalt Dylan is feldolgozta első lemezén, de az Animals drámai, elektromos hangszerelést alkalmazott, melynek középpontjában az orgona és Eric Burdon éneke áll. (Az Animals Nina Simone előadásában hallotta a dalt.) A dalt sokan a folk-rock első sikeres megnyilvánulásának tartják; amikor Dylan először hallotta, szinte extázisban volt. Dylan így beszélt erről Anthony Scaduto életrajzírónak: „A "House of the Rising Sun" rockosítva. Rock! Teljesen megőrjített!”
Nem sokkal később Dylan és Tom Wilson is elkezdett kísérletezni a rock és folk ötvözésével. Wilson szerint az első – sikertelen – próbálkozás abból állt, hogy a "House of the Rising Sun" Dylan által felvett változatára egy régi, Fats Domino-szerű zenét játszottak. Ezt végül elvetették, de John Hammond, Jr. (John H. Hammond fia) terve felkeltette Dylan érdeklődését: egy elektromos hangszerelésű albumot akart felvenni, melyen azok a bluesok szerepelnek, amiket eddig csak akusztikusan játszott. A felvételekre egy kanadai zenekar három tagját szerződtette, akikkel 1963-ban találkozott: Robbie Robertson gitárost, Levon Helm dobost és Garth Hudson orgonistát. Dylant nagyon érdekelte az eredmény, a So Many Roads című album. Barátja, Danny Kalb szerint „Bobot nagyon izgatta, hogy John Hammond mit csinál az electric blueszal. 1964-ben, a Figaróban beszéltem vele, ő pedig mesélt Johnról, hogy Chicagóba megy és egy zenekarral játszik és így tovább…”
Amikor Dylan és Wilson elkezdte a munkát az új albumon, valamiért tartózkodtak az elektromos kísérletezéstől. Az első felvételi nap 1965. január 13-án volt New Yorkban, a Columbia Studios A Stúdiójában. Ekkor csak Dylan játszott, gitáron és zongorán. Tíz teljes dal és számtalan vázlat készült, amiket szinte egytől egyig elvetettek. Egyiket sem használták fel az albumhoz, de három később megjelent: az "I'll Keep It with Mine" az 1985-ös Biograph című albumon, a "Farewell Angelina" és a "Subterranean Homesick Blues" akusztikus változata pedig az 1991-es The Bootleg Series Volumes 1–3 (Rare & Unreleased) 1961–1991 című válogatáson.
A többi dal és vázlat, ami aznap készült: "Love Minus Zero/No Limit", "It's All Over Now, Baby Blue", "Bob Dylan's 115th Dream", "She Belongs to Me", "Sitting on a Barbed-Wire Fence", "On the Road Again", "If You Gotta Go, Go Now", "You Don't Have to Do That" és "Outlaw Blues". Ezek mindegyike Dylan saját szerzeménye.
A felvételek másnap egy teljes, elektromos erősítésű zenekarral folytatódtak. Al Gorgoni, Kenneth Rankin és Bruce Langhorne gitáros, Paul Griffin zongorista, Joseph Macho, Jr. és William E. Lee basszusgitáros, valamint Bobby Gregg dobos segített a munkában. Nyolc dallal foglalkoztak, melyeket Dylan előző nap is megpróbált felvenni. Langhorne szerint nem tartottak próbát, „minden dalt elsőre felvettünk, bámulatos volt”. A dalokat csak néhányszor kellett elkezdeni; három és fél órányi munka után (fél háromtól este hatig) a "Love Minus Zero/No Limit", a "Subterranean Homesick Blues", az "Outlaw Blues", a "She Belongs to Me" és a "Bob Dylan's 115th Dream" készen állt, hogy felkerüljön az albumra.
Vacsora után Dylan új zenészekkel (John Hammond, Jr. és John Sebastian) folytatta a munkát, csak Langhorne tért vissza a korábbiak közül. Hat dalt vettek fel, azonban egyiket sem használták fel.
Az utolsó felvételeket másnap készítették. Dylan ugyanazokkal a zenészekkel dolgozott, akikkel előző délután; az egyetlen kivétel Frank Owens volt, aki Paul Griffint helyettesítette. Daniel Kramer szerint „a zenészek lelkesek voltak. Az időközben felmerülő problémákat együtt próbálták megoldani. Dylan mindegyiknek külön-külön elmagyarázta, hogy mit is szeretne, gyakran a zongorán játszotta el. Az egész olyan volt, mint egy óriási kirakós játék, amiben kezd kirajzolódni a kép…A legtöbb dal gyorsan elkészült, csak három-négy nekifutásra volt szükség…Egyes esetekben az első próbálkozás nem is hasonlított a végeredményre, mert más volt a tempója, hangneme, vagy a szólókat változtatták meg…Az egészet az tartotta mozgásban, hogy Dylan pontosan tudta, mit akar.”
A munkát a "Maggie's Farm" című dallal kezdték, ami elsőre sikerült, több felvétel nem is készült belőle. Ezután elkészült az "On the Road Again", az "It's Alright, Ma (I'm Only Bleeding)", a "Gates Of Eden", a "Mr. Tambourine Man" és az "It's All Over Now, Baby Blue"; ezeket félretették az albumhoz. Felvették az "If You Gotta Go, Go Now" című dalt is, de ez nem került fel az albumra, hanem Európában kislemezként jelent meg.
Bár Dylan megtehette volna, hogy az album minden dalát elektromos hangszereléssel vegye fel, a Bringing It All Back Homeot mégsem szánta teljesen elektromosnak. Ehelyett első felén elektromos erősítésű zenekar, második felén pedig Dylan szóló akusztikus szerzeményei hallhatóak (néha Langhorne elektromos gitáron játszott egy ellendallamot).

## Az album dalai
| 1. | Subterranean Homesick Blues | Bob Dylan | 2:21 |
| 2. | She Belongs to Me           | Bob Dylan | 2:47 |
| 3. | Maggie's Farm               | Bob Dylan | 3:54 |
| 4. | Love Minus Zero/No Limit    | Bob Dylan | 2:51 |
| 5. | Outlaw Blues                | Bob Dylan | 3:05 |
| 6. | On the Road Again           | Bob Dylan | 2:35 |
| 7. | Bob Dylan's 115th Dream     | Bob Dylan | 6:30 |

| 1. | Mr. Tambourine Man                     | Bob Dylan | 5:30 |
| 2. | Gates of Eden                          | Bob Dylan | 5:40 |
| 3. | It's All Right, Ma (I'm Only Bleeding) | Bob Dylan | 7:29 |
| 4. | It's All Over Now, Baby Blue           | Bob Dylan | 4:12 |

## Helyezések

### Album
| Év   | Lista         | Helyezés |
| ---- | ------------- | -------- |
| 1965 | Billboard 200 | 6        |
| 1965 | UK Top 75     | 1        |

### Kislemezek
| Év   | Kislemez                    | Lista             | Helyezés |
| ---- | --------------------------- | ----------------- | -------- |
| 1965 | Subterranean Homesick Blues | Billboard Hot 100 | 39       |
| 1965 | Subterranean Homesick Blues | UK Top 75         | 9        |
| 1965 | Maggie's Farm               | UK Top 75         | 22       |

## Közreműködők
- Bob Dylan – ének, gitár, szájharmonika, billentyűs hangszerek
- Bruce Langhorne – gitár
- John Hammond, Jr. – gitár
- Kenny Rankin – gitár
- Al Gorgoni – gitár
- John Sebastian – basszusgitár
- John Boone – basszusgitár
- Bill Lee – basszusgitár
- Joseph Macho Jr. – basszusgitár
- Frank Owens – zongora
- Paul Griffin – zongora, billentyűs hangszerek
- Bobby Gregg – dob, ütőhangszerek

### Produkció
- Daniel Kramer – fényképek
- Tom Wilson – producer

## Lásd még
- Bob Dylan-diszkográfia